# Жила, Фёдор Никитович
Фёдор Никитович Жила (1923—1991) — подполковник Советской Армии, участник Великой Отечественной войны, Герой Советского Союза (1944).

## Биография
Родился 20 декабря 1923 года в посёлке Бахмач (ныне — город в Черниговской области Украины). Получил среднее образование. В сентябре 1941 года Жила был призван на службу в Рабоче-крестьянскую Красную Армию. С октября 1942 года — на фронтах Великой Отечественной войны. К апрелю 1944 года гвардии сержант Фёдор Жила командовал отделением 105-го гвардейского стрелкового полка 34-й гвардейской стрелковой дивизии 46-й армии 3-го Украинского фронта. Отличился во время форсирования Днестра.
17 апреля 1944 года Жила в составе группы из десяти бойцов под командованием гвардии лейтенанта Бориса Васильева-Кытина переправился через Днестр в районе села Раскаецы Суворовского района Молдавской ССР и захватил плацдарм на его западном берегу. За двое последующих суток группа успешно отбила семнадцать немецких контратак, захватила и удержала до подхода основных сил господствующую высоту.
Указом Президиума Верховного Совета СССР от 13 сентября 1944 года за «образцовое выполнение боевых заданий командования на фронте борьбы с немецкими захватчиками и проявленные при этом мужество и героизм» гвардии сержант Фёдор Жила был удостоен высокого звания Героя Советского Союза с вручением ордена Ленина и медали «Золотая Звезда» за номером 5121.
В дальнейшем Жила участвовал в Ясско-Кишинёвской операции, освобождении Румынии, Болгарии, Югославии, Венгрии и Австрии. После окончания войны Жила продолжил службу в Советской Армии, окончил Уфимское пехотное училище и курсы «Выстрел». В 1970 году в звании подполковника он был уволен в запас. Проживал в Алма-Ате, работал военруком школы № 120, затем начальником спортивного лагеря.
Скончался 18 сентября 1991 года, похоронен в Алма-Ате.
Был также награждён орденом Отечественной войны 1-й степени и двумя орденами Красной Звезды, рядом медалей.